# 小行星31192
小行星31192（31192 Aigoual）是一颗绕太阳运转的小行星，为主小行星带小行星。该小行星于1997年12月29日发现。

## 轨道参数
小行星31192的轨道半长轴为2.7512330 UA，离心率为0.188。